# Karel Weishäupl
Karel Weishäupl (Karl Weishäupl) byl ranhojič a vyhledávaný šumavský léčitel, ale především napravovač vykloubených končetin, respektive narovnavač zlomených dlouhých kostí sídlící na Horské Kvildě.

## Podrobněji

### Studia
Základní chirurgické znalosti jak léčit úrazy získal během první světové války v c. a k. rakousko-uherské armádě, kde vykonával funkci poddůstojníka zdravotní služby (hodnost šikovatel). Zde se nejspíše velice zblízka seznámil s různými druhy zranění a způsoby jejich léčení a navíc se s léčitelskými schopnostmi musel pravděpodobně již narodit. Měl poměrně rozsáhlý léčitelský obvod, do něhož spadali lidé ze širokého okolí a to i z Prachatic a Kašperských Hor.

### Metody léčení zlomenin
Postiženou končetinu nejprve pečlivě prohmatal prsty (několik mu jich chybělo) aby lokalizoval přesnou polohu zlomených kostí. (To byl pro pacienta většinou dosti bolestivý zážitek.) Poté zlomené kosti bez použití rentgenu a umrtvení urovnal, ruku či nohu natřel vlastní speciální hojivou mastí (z vepřového sádla a černého kořene) a nakonec poškozenou končetinu zavázal běžným obvazem a mechanicky fixoval dřevěnou dlahou. Zlomeniny zásadně znehybňoval jen dlahou, protože použití sádry by mohlo způsobovat otlaky, zatuhnutí kloubů a nedobré prokrvování zlomené končetiny, což by negativně ovlivnilo průběh a celkový výsledek léčby.

### Metody léčení otevřených zlomenin
Otevřené zlomeniny pečlivě vydezinfikoval, nešil je ale jen pomazal vlastní speciální hojivou mastí a překryl obvazem. Vymknuté či zlomené údy napravoval velice efektivně a ošetřoval i velmi komplikované zlomeniny rukou a nohou.

### Lékaři k jeho metodám
Když v Praze jeho syn, který tam studoval medicínu, vyprávěl vysokoškolským profesorům o tom, jakými metodami jeho otec na Šumavě léčí zlomeniny, nechtěli mu uvěřit, že je to vůbec možné. Jeden lékař z Kašperských Hor si dokonce na léčitelství Karla Weishäupla řadu let stěžoval a to dokonce u soudu. Nepřátelství ale skončilo poté, co lékař svoji zlomenou nohu svěřil do péče horskokvidskému léčiteli a ten mu ji úspěšně uzdravil. Dobrou vizitkou jeho perfektní práce byl případ léčení komplikované zlomeniny stehenní kosti jedné jeho příbuzné. Selka vážila 140 kg a za dva měsíce nebylo na její chůzi po těžkém úrazu ani památky.

### Ekonomická stránka léčení
Karl Weishäupl měl poměrně velké hospodářství, většina jeho příjmů pocházela ze zemědělské činnosti a dle majetku patřil mezi dobře situované místní obyvatele. Bydlel na konci Horské Kvildy v chalupě, která se nacházela naproti Pollaufově hostinci. Dům (statek) již dnes (rok 2022) nestojí, ale nacházel se přibližně v místě budovy bývalé školy.
Sousedskou pomoc považoval za samozřejmou, nebral peníze a za zraněnými i dojížděl. Pacientům nic neúčtoval a vzal si jen to, co mu sami většinou chudí Šumaváci dali. V létě při cestách za pacienty trpěl velkou žízní a v zimě bylo dobrým zvykem nabídnout léčiteli něco pro zahřátí. Obé ale bylo pro rodinu pacienta dosti nákladné.